# Segundo asedio de Valencia (Venezuela)
El segundo asedio de Valencia (19 de junio-10 de julio de 1814) fue un enfrentamiento militar librado durante la guerra de Independencia de Venezuela, entre las fuerzas de la Segunda República y del Imperio español, con victoria de estas últimas. Debe distinguirse del primer asedio de Valencia, que tuvo lugar entre marzo y abril del mismo año.
El 19 de junio las tropas realistas llegaron a la ciudad al mando del teniente coronel José Tomás Boves, quien acompañado de notables caraqueños y el cura de Guacara, invitó a los defensores a rendirse bajo la amenaza de matar a todos los habitantes si luchaban. Tras rechazarse su ofrecimiento, ordenó un primer ataque que fracasó. Esa misma jornada se enteró de que el capitán general Juan Manuel Cagigal y Mac Swing estaba en San Carlos con 3000 jinetes apureños. Tres días después se produjo un nuevo ataque que también fracasó. Solo tras ubicar su artillería en puntos estratégicos pudo bombardear el centro de la ciudad. Mientras tanto, el general de brigada Rafael Urdaneta inició la emigración de Occidente y se dirigió a Barquisimeto, finalizando toda posibilidad de ayuda a los defensores. Estos se enteraron el día 27, pero decidieron seguir resistiendo a pesar de que era imposible la llegada de ayuda. 
El 28 de junio, hubo otro asalto general que fue rechazado, pero los defensores carecían de suministros, viéndose obligados a sacrificar a todos sus animales para alimentarse. Al día siguiente, el teniente coronel Francisco Tomás Morales lideró un nuevo ataque mientras que Boves fue a Puerto Cabello, ciudad bajo asedio republicano, y fue vencido al intentar asaltar de noche las posiciones enemigas. El 3 de julio los monárquicos un nuevo asalto fallido, pero en la jornada siguiente recibieron refuerzos encabezados por Cajigal, José Ceballos y Sebastián de la Calzada, sumando casi 4000 hombres, lo que permitió atacar y arrinconar a los defensores en la plaza de armas.
Por su parte, Simón Bolívar y Santiago Mariño, incapaces de defender Caracas, decidieron ordenar una evacuación generalizada a Barcelona. El 9 de julio, Valencia se rindió con la promesa de Boves de perdonar a los rendidos ante el Santísimo Sacramento, un día después que la vanguardia realista, 1500 jinetes llaneros, entraran en Caracas. El caudillo llanero mando a los altos funcionarios y oficiales patriotas a bailar en su honor y ordenó su ejecución mientras hacia bailar a sus mujeres el canto popular El Piquirico.
Posteriormente, Boves se arrogó el título de comandante general de las armas del Rey en Venezuela y se alzó con el mando absoluto —a pesar de que Cagigal había sido nombrado capitán general de Venezuela—, negándose a acatar la autoridad de la Real Audiencia de Caracas.

## Antecedentes
Después de la Segunda batalla de La Puerta, el 15 de junio de 1814, Simón Bolívar se refugió en La Victoria con los restos de su ejército y le envió mensajeros al coronel Juan Escalona, ordenándole defender Valencia a toda costa, luego siguió a Caracas, donde llegó al día siguiente. Escalona obedeció e hizo todos los preparativos para defender la ciudad. Por su parte, el caudillo de los llaneros realistas, José Tomás Boves, llegaba el 16 de junio a Villa de Cura.
Al mismo tiempo que enviaba una división a La Victoria, Boves iba rumbo a Valencia con el grueso de sus fuerzas y en la misma jornada tomaba Maracay y La Victoria. A la mañana siguiente, su vanguardia al mando del capitán Ramón González salían de La Victoria con rumbo a Caracas. Según el arzobispo de Caracas y testigo presencial de los eventos, Narciso Coll y Prat, fueron 1500 jinetes negros y zambos los que entraron por el valle de Pascua en la ciudad, número respetado por todos los historiadores, excepto González Chávez, que los eleva a 2000; aunque el mismo arzobispo menciona que al día siguiente de su llegada eran 3000.
El 17 de junio, el caudillo tomaba por asalto las posiciones patriotas en La Cabrera, masacrando a los defensores.

## Fuerzas enfrentadas
Acorde al cronista venezolano José Domingo Díaz y al diplomático español Mariano Torrente, ambos realistas, los defensores eran 1500 hombres con 22 cañones. El militar y profesor venezolano, Feliciano Montenegro Colón, reconoce que desde enero de 1814 los patriotas venían construyendo fortificaciones en las ocho cuadras alrededor de la plaza de Armas y que poseían 18 piezas de artillería. El historiador colombiano Nicolás González Chávez cree que eran 725 combatientes, entre soldados, heridos en los hospitales, presos y algunos vecinos. Los historiadores colombianos Leónidas Scarpetta y Saturnino Vergara dicen que eran 800. Para acabar, el historiador venezolano Francisco Rivas Vicuña dice que eran 500.
Después de La Cabrera, el caudillo llanero llevaba 3000 hombres, pero fue reforzado por varias partidas guerrilleras en Guacara, unos 800 montoneros, alcanzando los 4000 efectivos. En cambio, Díaz y Montenegro Colón elevan sus fuerzas a 3000 infantes y 5000 jinetes, de los que apenas 300 eran europeos, aunque sin descontar a la vanguardia de González. Por último, Rivas Vicuña dice que, después de recibir los refuerzos de las partidas guerrilleras, Boves llegó a Valencia a la cabeza de 6000 combatientes, de los que cerca de la mitad podrían haber sido de infantería.

## Asedio

### Intimidación
El 18 de junio, Boves llegaba a Guacara. Un día más tarde, a las 09:15 horas, llegó ante Valencia, situándose en El Morro acompañado de algunos aristócratas de Caracas, utilizando al cura de Guacara como mensajero para exigir la rendición de la ciudad en una hora. Esta intimidación fue rechazada y la repitió, esta vez ofreciéndose a escuchar las demandas que tuvieran los defensores.
La segunda oferta también fue rechazada, así que prometió pasar a cuchillo a todos los defensores si no se entregaban a las 12:00 horas. Al llegar la hora, Boves manda un primer asalto, pero sus soldados son rechazados después de seis horas de combate, sufriendo 133 muertos. En los tres días siguientes la lucha es furiosa y los resultados similares. La guarnición se defiende palmo a palmo, con sus víveres limitados y obteniendo agua con mucha dificultad.
El 20 de junio, Morales dirigió un asalto nocturno que fue rechazado con combates a bayoneta en tejados y trincheras. La lucha acabó a las 02:00 horas del día siguiente y los defensores perdieron 4 oficiales y 27 soldados. Además, sufrieron muchos heridos por la refriega y el incendio de un lote de municiones.

### Continúan los asaltos

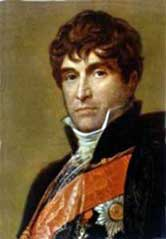
Retrato de Boves basado en las descripciones recogidas por Daniel Florencio O'Leary, de un autor anónimo, fechado en el.

El 23 de junio, los realistas ubican baterías en Diablo y El Morro, desde donde empiezan a bombardear la plaza de armas. También, en el segundo punto, estoquean a dos soldados patriotas provenientes de San Carlos que habían desertado esa mañana. Los patriotas luchaban con la pequeña esperanza que desde Occidente el general Rafael Urdaneta enviaría refuerzos, o quizás que Bolívar conseguiría reorganizarse y mandar ayuda desde la capital venezolana.
Los combates siguieron los dos días siguientes, pero 2000 realistas fueron enviados a San Carlos, temiéndose que la localidad había sido tomada por el general Urdaneta, quien se había enfrentado con Ramos en la sabana de las Brujitas. Entre tanto, las tropas patriotas que asediaban Puerto Cabello a las órdenes del coronel José Luciano D'Elhuyar y Batista, viéndose con Boves a sus espaldas, decidieron retirarse durante la noche del 25 de junio, clavando la artillería que no pudieron llevarse; se embarcaron en Ocumare de la Costa para volver a La Guaira.
El 27 de junio, por noticias que les transmitieron los monárquicos, los defensores se enteraron de que Urdaneta había evacuado San Carlos, lo que significa que nadie vendría a ayudarlos. El general patriota se dirigió a los valles de Aragua y derrotó a las guerrillas realistas de Ferreti y Carlos Blanco antes de seguir al Occidente. No se desanimaron y rechazaron dos ataques esa misma jornada. Al día siguiente, mataron a todos los caballos, mulas, perros y gatos en la ciudad y salaron su carne para alimentar a los 600 heridos en los hospitales de la villa.
El 29 de junio, Boves salió con tropas para Puerto Cabello, ciudad monárquica bajo asedio patriota, para conseguir bombas mientras que su segundo al mando, Francisco Tomás Morales, intentó un nuevo asalto pero debió ordenar la retirada a las 02:00 horas con muchas bajas. Sin embargo, estrecho el cerco sobre la plaza de Armas y quemó muchas casas. La situación se mantuvo igual hasta el retorno del caudillo el 30 de junio, cuando se dio cuenta de que no quedaban más de 200 defensores sanos en Valencia, algo que obligó a Escalona a armar a funcionarios del municipio, esclavos y discapacitados, quienes se desempeñaron bien en la defensa. Para esos momentos, la guarnición estaba reducida a un tercio de sus efectivos mientras sus enemigos aumentaban sus números, les quedaban pocos víveres y agua, había combates día y noche, carecían de esperanzas de auxilio y el cerco se estrechaba en cada instante.

### Capitulación
Un día más tarde llegaron los refuerzos de Cagigal, Ceballos y La Calzada, que consiguieron tomar las casas que rodeaban la plaza principal, último baluarte de los independentistas. El 1 de julio, en nuevo ataque fueron asesinados varios vecinos notables que pidieron protección a los realistas, incluyendo un señor Cazorla. Al día siguiente, a las 15:00 horas, Morales reinició los ataques y para las 20:00 horas tomaba el convento de San Francisco y la gran casona de Malpica, cerca de la plaza principal, cesando el fuego. Para entonces, a los sitiados sólo les quedaba mantequilla, aguardiente y tabaco en pequeñas raciones, y se habían reclutado a amos y esclavos en la lucha.
Según González Chávez, el 4 de julio, llegaron los refuerzos del capitán general Juan Manuel Cagigal y Mac Swing, el general de brigada José Ceballos y los tenientes coroneles Sebastián de la Calzada y Remigio Ramos. Según Restrepo, el capitán general marchaba hacia San Carlos no alcanzó a unirse al asedio y estaba en Tinaquillo con su ejército. Según el coronel e historiador venezolano Tomás Pérez Tenreiro, prefirió ceder el mando de los 3000 llaneros reclutados por Calzada y Ramos en Apure y Barinas más los reclutados por Ceballos en Occidente.
El 6 de julio, a las 11:00 horas, con una Valencia reducida a cenizas, Boves ordenaba un ataque general. Los patriotas se defendieron usando tres cañones en las calles que llevaban a la plaza de Armas, causando grandes bajas. Entre la furia de los realistas y la determinación de los defensores de luchar hasta la muerte la lucha fue sangrienta. Finalmente, los asaltantes capturaron el cañón que defendía la calle principal y empezaron a acceder por el norte hacia la plaza, por lo que profirieron gritos de victoria. En esos momentos, un disparo de obús hecho por el capitán neogranadino Jerónimo Velasco los dispersó, permitiendo a Escalona hacerlos retroceder; el oficial Uzcátegui destacó por su valor en esos momentos. En un nuevo asalto, el capitán Velasco quedó atrapado entre las filas enemigas y murió luchando. Los patriotas tuvieron 22 muertos y 36 heridos en esa jornada, incluyendo el capitán Churión, los tenientes N. Peñango, Pérez y González y el subteniente Pedro Olivo.
Después de esta lucha, los realistas procedieron a colocar algunos hombres en los techos de las casas alrededor de la plaza principal para arrojar sobre la artillería enemiga, que tantas bajas les causaba, granadas de mano o fuego de mosquetes y fusiles. Finalmente, a las 14:00 del día 7, hubo un nuevo gran ataque, esta vez contra un gran contingente patriota ubicado en el cementerio a la derecha de una iglesia contigua a la plaza. Los defensores apenas lograron rechazar a su enemigo y salvar a esa unidad, pero para entonces estaban reducidos a 90 hombres, 200 cartuchos y 7 tiros de cañón. De haber atacado nuevamente, los realistas habrían tomado la ciudad.
El 8 de julio, Escalona envió dos negociadores al cuartel de Boves para ofrecer proposiciones. Boves ofreció respetar la vida y propiedades de los defensores bajo juramento, dar pasaporte por 15 días a todo aquel que quisiera marcharse de la ciudad a la costa y al extranjero llevándose lo que pudieran, y salvoconductos a los que decidieran seguir en Venezuela si juraban no volver a luchar contra el rey.
El 7 ú 8 de ese mes, el capitán González entró en Caracas, dos días después de la evacuación de Bolívar a Barcelona; la población que se quedó esperaba piedad de González, quien tenía buena fama. Esta noticia fue lo que llevó a la rendición definitiva de Valencia. González dio órdenes a sus hombres de no violentar a la población, pero sus hombres despreciaron sus órdenes y saquearon varias casas y plantaciones, estando a punto de rebelarse. De hecho, el arzobispo menciona haber tenido que dar refugio en su casa al capitán español Francisco Rosete por el amotinamiento.
Finalmente, el 9 de julio, los defensores enarbolaron la bandera blanca y se iniciaron las negociaciones después que Escalona convocara a oficiales y notables de la ciudad para determinar qué hacer. Al parecer, tanto Escalona como Espejo estuvieron en contra de confiar en las propuestas de Boves. Ese mismo día, el caudillo recibió noticias del arzobispo avisando del abandono de la capital por sus enemigos y la ocupación realizada por su vanguardia. A las 16:00 horas del 10 de julio, el teniente coronel Félix Uzcátegui y el doctor Miguel Peña firmaron el acta de capitulación en representación de los patriotas. El 11 de julio se verificó y los realistas se hicieron con los cañones, fusiles y todo el equipo de los vencidos.

### Masacre
Boves juró solemnemente respetar las vidas y propiedades de los soldados y civiles en la ciudad. Acto seguido, ejecutó a casi todos los oficiales y sargentos. La misma suerte corrieron los criollos, con excepción de algunos que apoyaron abiertamente la causa monárquica o que fueron salvados por los aristócratas llegados de Caracas. En total, fueron ejecutados 90 vecinos, 65 oficiales y más de 300 soldados, al parecer 498 muertos en total. Entre los muertos estaban el gobernador civil y doctor Francisco Espejo, el comandante Manuel Gogorza Lechuga, el coronel Antonio Alcover y sus dos hijos, el teniente coronel neogranadino Manuel París y el coronel Antonio Alcover. A manos de Boves murieron de forma similar prestigiosos personajes como Francisco Javier Ustáriz, Vicente Salias, Miguel José Sanz, Caro de Boesi y Juan José Landeata.
Apenas consiguieron escapar Escalona, el teniente coronel José María Ortega, el doctor Peña y otros dos oficiales, uno de ellos el ayudante neogranadino Andrés Sordo, quienes no creyeron en la palabra del caudillo, prefirieron ocultarse y huir. Escalona y Peña consiguieron disfraces y la ayuda de Cagigal para salvarse, y Ortega de una dama con la que acaba de desposar, Mercedes Josefa Ramona Párraga é Hidalgo. La masacre distanció aún más al capitán general del caudillo, pues era una abierta ruptura con las caballerosas reglas de la guerra de la época (ya rotas con el Decreto de Guerra a Muerte), sin embargo, Cagigal no tenía poder para detenerlo. La tropa llanera, deseosa de cumplir con sus líderes, se decido a robar y matar a destajo.
La matanza comenzó cuando Boves, después de celebrar una misa solemne, ordenó a los asistentes formar en dos filas, hombres a la derecha y mujeres a la izquierda, usando a su caballería para obligar en el proceso. A los primeros, Morales empezó a masacrarlos de inmediato, mientras que a las segundas fueron llevadas a la planicie del Morro de Valencia. Entonces el vicario de la urbe, Francisco Javier Navarrete, se puso de rodillas y le rogó piedad a Morales que no dañara a las damas, lo que fue respondido con: «Vaya usted Padre: levántese, que con usted y las mujeres se cumplirá lo estipulado en la capitulación». Después, la carnicería continuó en el hospital y las calles. Por último, se obligó a las mujeres hermanas, esposas, hijas y madres de los asesinados a cantar y bailar después de las matanzas al ritmo de la canción popular El Piquirico. Morales estuvo a cargo personalmente de la ejecución de los oficiales, y a muchos los encerraron en la sala de las señoras Urloas y los asesinaron mientras tocaban la música para disfrazar los ruidos a las familias.

## Consecuencias
También hubo burlas al capitán general, quien había llegado con el Ejército de Centro a Tinaquillo cuando se produjo la capitulación. Después de su derrota en Carabobo, había huido por El Pao a San Fernando, donde reconstruyó sus fuerzas con ayuda de los tenientes coroneles Calzada y Ramos. Estaba marchando a San Carlos para ayudar en la campaña cuando se enteró de la rendición. En teoría, era el oficial al mando, pero cuando le exigió a un informe de sus operaciones y la capitulación concedida en Valencia, el caudillo se negó diciendo: «que le dejara obrar libremente hasta la total pacificación de las provincias; que, verificada esta, se haría cargo del gobierno y de la capitanía general, manteniéndose entre tanto en los pueblos pacificados a la retaguardia, como San Carlos». También ofreció que se nombrara al comandante general Ceballos como reemplazo. Lo cierto es que Cagigal y Ceballos, hombres bien educados y con carreras militares con tropas de línea, eran vistos con desconfianza por las milicias llaneras de jefes como Boves, Morales o Calzada.
El 13 de julio, una poderosa división salió hacia el Oriente a cargo de Morales, incluyendo 90 hombres que habían sido tomados prisioneros en Valencia, y otra fue a Occidente a cargo de La Calzada para perseguir a Urdaneta, quien estaba en Tocuyo. En Valencia quedó de gobernador el oficial Luis Dato, quien destacó por continuar con los abusos a la población. Mientras el caudillo se dirigió a Caracas en compañía del capitán general, pero lo despojó del mando en Guacara y lo obligó a irse a Puerto Cabello. Sabedor que Boves contaba con el apoyo de muchos más llaneros, Cagigal prefirió ceder sus tropas y se fue a esa ciudad, donde explicó la situación a su oficial superior, Francisco José Montalvo y Ambulodi, y se limitó a ser testigo del resto de la campaña.
Según Montenegro Colón, 18 de julio Boves entraba triunfante en Caracas, pero se fue ocho días después hacia el Oriente, dejando como gobernador al mayor Juan Nepomuceno Quero. Por su parte, Restrepo dice que después del asedio fue a Puerto Cabello, donde es recibido triunfalmente por los realistas locales y de ahí volvió a Valencia, desde donde partió el 26 de julio a Caracas, estando en la capital venezolana diez días antes de ir a Oriente. En cambio, González Chávez afirma que Boves salió el 16 de julio a Caracas.